# Кітіквей (Техас)
Кітіквей (англ. Quitaque) — місто (англ. city) в США, в окрузі Бриско штату Техас. Населення — 342 особи (2020).

## Географія
Кітіквей розташований за координатами 34°22′3″ пн. ш. 101°3′20″ зх. д. / 34.36750° пн. ш. 101.05556° зх. д. (34.367410, -101.055598).  За даними Бюро перепису населення США в 2010 році місто мало площу 1,87 км², уся площа — суходіл.

## Демографія
Згідно з переписом 2010 року, у місті мешкало 411 осіб у 173 домогосподарствах у складі 113 родин. Густота населення становила 219 осіб/км².  Було 248 помешкань (132/км²).
Расовий склад населення:
| - 81,0 % — білих - 5,1 % — чорних або афроамериканців - 0,2 % — корінних американців - 7,3 % — осіб інших рас |

До двох чи більше рас належало 6,3 %. Частка іспаномовних становила 27,0 % від усіх жителів.
За віковим діапазоном населення розподілялося таким чином: 22,6 % — особи молодші 18 років, 56,7 % — особи у віці 18—64 років, 20,7 % — особи у віці 65 років та старші. Медіана віку мешканця становила 44,1 року. На 100 осіб жіночої статі у місті припадало 88,5 чоловіків;  на 100 жінок у віці від 18 років та старших — 87,1 чоловіків також старших 18 років.
Середній дохід на одне домашнє господарство  становив 46 561 долар США (медіана — 32 262), а середній дохід на одну сім'ю — 51 279 доларів (медіана — 36 667). За межею бідності перебувало 33,1 % осіб, у тому числі 55,9 % дітей у віці до 18 років та 30,5 % осіб у віці 65 років та старших.
Цивільне працевлаштоване населення становило 200 осіб. Основні галузі зайнятості: мистецтво, розваги та відпочинок — 21,5 %, освіта, охорона здоров'я та соціальна допомога — 16,5 %, транспорт — 11,0 %, роздрібна торгівля — 11,0 %.